# Kieran O'Brien
Kieran O'Brien (Rochdale, 23 novembre 1973) è un attore britannico.

## Biografia
O'Brien comincia a recitare giovanissimo, diventando una star nella serie televisiva della BBC Gruey. In seguito lavorerà in diverse altre serie come guest star, fino al 1993 quando assume il ruolo di Craig Lee, in due serie distinte: Coronation Street e Children's Ward. Inoltre nel 1993 diventa uno dei personaggi regolari della serie TV Cracker.
Nel 1999, O'Brien lavora nel suo primo film, Virtual Sexuality e nel 2002 nella commedia 24 Hour Party People.
Nel 2004, O'Brien appare nel controverso film 9 Songs. Il suo ruolo è del tutto inusuale in quanto vede l'attore recitare in scene di sesso non simulate, che comprendono anche una vera eiaculazione, diventando l'unico attore britannico ad aver partecipato ad una scena simile in un film mainstream e non pornografico.
In seguito la popolarità di O'Brien aumenta e gli permette di comparire in numerose pellicole importanti come The Road to Guantanamo o Goal!. Ha recitato poi nella serie poliziesca della BBC HolbyBlue dal primo episodio della prima serie fino al terzo episodio della seconda serie.

## Filmografia parziale

### Cinema
- Rapina al computer (Bellman and True), regia di Richard Loncraine (1987)
- Virtual Sexuality, regia di Nick Hurran (1999)
- 24 Hour Party People, regia di Michael Winterbottom (2002)
- 9 Songs, regia di Michael Winterbottom (2004)
- A Cock and Bull Story, regia di Michael Winterbottom (2005)
- Goal!, regia di Danny Cannon (2005)
- The Road to Guantanamo, regia di Michael Winterbottom (2006)
- Goal II - Vivere un sogno (Goal! 2: Living the Dream), regia di Jaume Collet-Serra (2007)
- Spike Island, regia di Mat Whitecross (2012)
- The Look of Love, regia di Michael Winterbottom (2013)
- Peterloo, regia di Mike Leigh (2018)
- Holmes & Watson - 2 de menti al servizio della regina (Holmes & Watson), regia di Etan Cohen (2018)

### Televisione
- Coronation Street - soap opera, 15 episodi (1990, 1993)
- Casualty - serie TV, 2 episodi (1991, 1993)
- The Lodge - serie TV, 4 episodi (1993)
- Heartbeat - serie TV, episodio 3x01 (1993)
- Cracker - serie TV (1993-1995)
- Giasone e gli Argonauti (Jason and the Argonauts), regia di Nick Willing - miniserie TV (2000)
- Band of Brothers - Fratelli al fronte - miniserie TV, 3 episodi (2001)
- Holby City - soap opera, episodio 4x43 (2002)
- Dalziel and Pascoe - serie TV, episodio 8x04 (2004)
- New Tricks - Nuove tracce per vecchie volpi - serie TV, episodio 2x06 (2005)
- Nine Eleven, regia di Antonia Bird - film TV (2006)
- Life on Mars - serie TV, episodio 2x07 (2007)
- Holby Blue - serie TV (2007-2008)
- Holby City - soap opera, episodio 10x24 (2008)
- Survivors - serie TV, episodio 1x05 (2008)
- Diario di una squillo perbene - serie TV, episodio 3x05 (2010)
- Vera - serie TV, episodio 1x04 (2011)
- Delitti in Paradiso - serie TV, episodio 1x06 (2011)
- Silk - serie TV, 3 episodi (2014)
- Grantchester - serie TV, episodio 1x03 (2014)
- Glue - serie TV, episodi 1x03, 1x07 (2014)
- No Offence - serie TV, episodio 2x03 (2017)
- In the Dark - miniserie TV (2017)
- Cuckoo - serie TV, episodio 5x02 (2019)
- Chernobyl - serie TV, episodio Vichnaya Pamyat (2019)
- Years and Years - miniserie TV, episodi 1x05, 1x06 (2019)
- Cursed - serie TV, episodi 1x06, 1x10 (2020)
- Ted Lasso - serie TV, 5 episodio (2020-2023)
- Andor – serie TV, 3 episodi (2022)
- A Thousand Blows – serie TV, episodio 1x01 (2025)

## Doppiatori italiani
Nelle versioni in italiano delle opere in cui ha recitato, Kieran O'Brien è stato doppiato da:
- Alberto Bognanni in 9 Songs, Andor
- Luigi Ferraro in Giasone e gli argonauti, A Thousand Blows
- Leonardo Graziano in Band of Brothers - Fratelli al fronte
- Francesco Prando in Life on Mars
- Adriano Giannini in The Road to Guantanamo
- Gabriele Lopez in Cracker
- Christian Iansante in Goal!